# Mezquita de Tórtoles
La Mezquita de Tórtoles es una antigua mezquita situada en el barrio de Tórtoles del municipio zaragozano de Tarazona, España.

## Descripción
Localizada en el barrio de Tórtoles, en el inicio del conocido como Camino de la Dehesa, adosada a los restos del antiguo torreón fortificado que formaba parte del castillo de la localidad. Datada en el siglo XV, es un edificio de especial significación histórica por constituir una de las obras más tardías de la cultura musulmana en la Península. Tórtoles albergó en esa época una comunidad estimada de 2000 musulmanes, lo que explica la existencia de una mezquita, construida a principios de tal siglo.
Presenta dos etapas constructivas determinadas por la construcción a comienzos de siglo de la nave original de dos tramos cerrada con armadura de madera, así como su posterior ampliación a mediados de siglo en el que se añadieron un tramo a la nave y se sustituyó la cubierta por una nueva armadura, actualmente desmontada, de importancia tanto documental como artística. 
En 1526 su consagración como iglesia determinará la construcción del altar mayor así como la ejecución de la decoración pictórica de la cabecera; relegada a un papel secundario como lugar de culto tras la construcción del nuevo templo llegará a destinarse a usos agrícolas, hasta ser redescubierta en la década de 1980 por el Centro de Estudios Turiasonenses. 
Actualmente se trata de un espacio de una sola nave de tres tramos cubierta por techumbre a dos aguas que apea en dos arcos diafragma apuntados; en el muro oriental se conserva el mihrab de la mezquita en arco de herradura. En el exterior la construcción se muestra como un volumen compacto cuya fábrica de ladrillo, mampostería y aglomerado, se ha visto substancialmente transformada, especialmente en los lados norte y sur. En el muro norte se localiza el acceso actual, mientras en el muro sur se han abierto varias ventanas; la portada primitiva, localizada en el muro oeste a la altura del segundo tramo de la nave, configura un arco de medio punto sencillo actualmente cegado.
En su interior, restaurado en 2015, se puede ver el mihrab musulmán, una colorida techumbre mudéjar con inscripciones árabes y pinturas murales correspondientes a la reconversión en iglesia cristiana. Esta restauración recibió el áccesit a 'Restauración, Rehabilitación e Intervención en el Patrimonio Histórico' del Premio García Mercadal 2016.

## Inscripciones en árabe

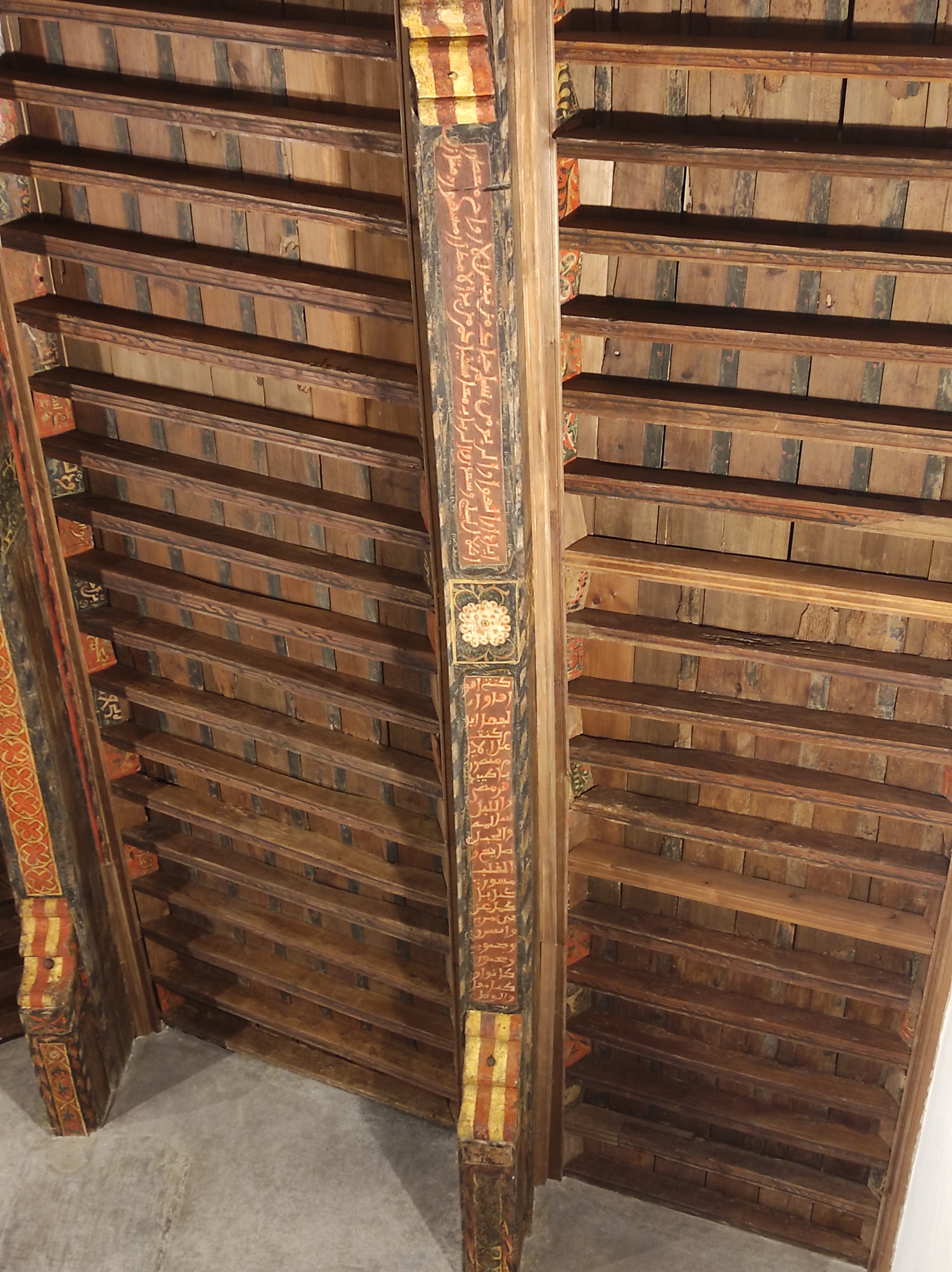
Jácena con el poema profano

En 2020, tras una restauración emprendida por la Universidad de Valencia, se descubrieron inscripciones redactadas en árabe andalusí en el artesonado del techo, que sobrevivieron a un incendio de fecha indeterminada. Entre ellas se hallan versículos del Corán, información sobre los constructores del edificio y, sorpresivamente, un poema profano:

«¡Eh! Casa del amor y morada de la paz. Tu vegetación está perfumada por el soplo de los vientos.
Son ruinas mi noche y mi felicidad junto a los compañeros, cuando os escanciaban las manos de las lluvias, en vela.
Moradas que yo amaba y frecuentaba cuando era vencedor sobre los días. ¡Qué buena una época que pasó!
Cuando la noche era serena, el amor puro para mí y el corazón feliz...»

## Catalogación
Por orden de 24 de septiembre de 2002, publicada en el BOA de 18 de octubre de 2002 del Departamento de Cultura y Turismo, se declara Bien Catalogado del Patrimonio Cultural Aragonés.